# فهرست مطالب مربوط به افغانستان
فهرست: بالای صفحه - (۹-۰) آ الف ب پ ت ث ج چ ح خ د ذ ر ز ژ س ش ص ض ط ظ ع غ ف ق ک گ ل م ن و ه ی

## آ
- آثار تاریخی افغانستان

## ا
- احزاب سیاسی افغانستان
- احمد شاه ابدالی
- احمد شاه مسعود
- احمدعلی کهزاد
- اسماعیل خان
- افغانستان
- ولایت بدخشان
- ولایت بادغیس
- ولایت بغلان
- ولایت بلخ
- ولایت بامیان
- ولایت دایکندی
- ولایت فراه
- ولایت فاریاب
- ولایت غزنی
- ولایت غور
- ولایت هلمند
- ولایت هرات
- ولایت جوزجان
- ولایت کابل
- ولایت قندهار
- ولایت کاپیسا
- ولایت پکتیا
- ولایت کنر
- ولایت قندوز
- ولایت لغمان
- ولایت لوگر
- ولایت ننگرهار
- ولایت نیمروز
- ولایت نورستان
- ولایت اروزگان
- ولایت پکتیکا
- ولایت پنجشیر
- ولایت پروان
- ولایت سمنگان
- ولایت سرپل
- ولایت تخار
- ولایت وردک
- ولایت زابل
- آسمایی
- امان‌الله شاه

## ب
- ببرک کارمل
- بزکشی

## پ
- پشتون
- پشتونستان

## ت
- تاجیک
- تاریخ افغانستان

## ج
- جغرافیای افغانستان
- جلال‌آباد

## خ
- خلاصه تاریخ افغانستان

## د
- دولت یونانی بلخ

## س
- سیاست پشتوسازی در افغانستان
- سرود ملی افغانستان
- سید عسکر موسوی
- سرور دانش
- سادات

## ع
- عبدالعلی مزاری

## غ
- غوربند

## ف
- فهرست ولایت‌های افغانستان
- فهرست ولسوالی‌های افغانستان
- فرمانروایان دوازده گانه غزنوی
- فرهنگ افغانستان
- فهرست فرودگاه‌های افغانستان
- فهرست کوتاه از افراد مشهور افغانستان
- فهرست شاعران فارسی‌گوی معاصر افغانستان
- فهرست رهبران سیاسی افغانستان
- فهرست آوازخوانان افغانستان
- فهرست دانشگاه‌های افغانستان
- فهرست شهرهای افغانستان
- فهرست پادشاهان افغانستان
- فهرست بانک‌های افغانستان
- فهرست روزنامه‌های افغانستان
- فهرست نخست‌وزیران افغانستان
- فهرست رئیس‌جمهورهای افغانستان
- فهرست کوه‌های افغانستان
- فهرست رودهای افغانستان
- فهرست سفارت‌های افغانستان
- فهرست حزب‌ها در افغانستان
- فهرست سفیران افغانستان

## ک
- کابل

## گ
- گذرهای شهر کابل
- گویش‌های فارسی افغانستان

## م
- محمد نجیب الله

## ن
- نورالله تالقانی

## ه
- هرات
- مردمان هزاره
- هزاره‌جات